# Studio 104 de Radio France

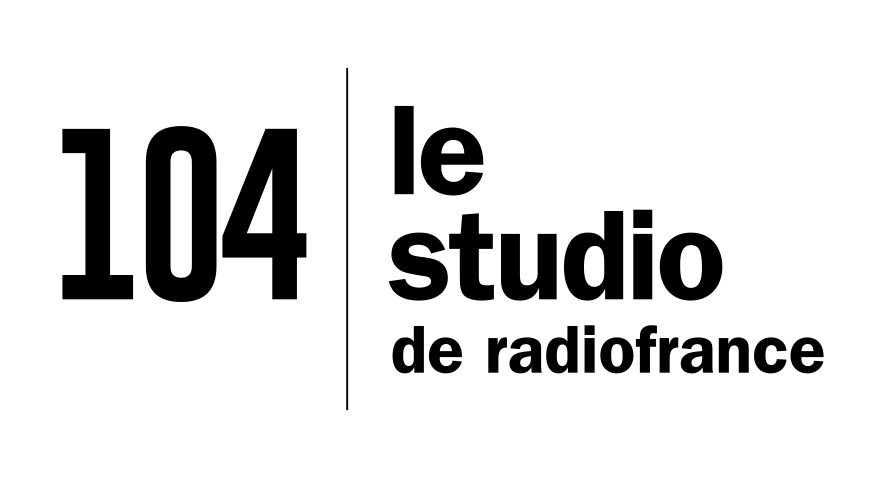
Logo du Studio 104 de Radio France conçu par l'Agence W

Le studio 104 de Radio France est une salle de concert polyvalente destinée à accueillir tous types de musique ainsi que les grands événements publics des chaînes de Radio France : France Inter, France Info, France Culture, France Musique, FIP, France Bleu, Mouv'. Il constitue en outre un espace de répétition pour les formations musicales de Radio France : l’Orchestre national de France, l’Orchestre philharmonique de Radio France, le Chœur de Radio France et la Maîtrise de Radio France.

## Le bâtiment
Situé au sein de la Maison de la Radio à proximité de la Tour Eiffel et en face du nouveau centre commercial Beaugrenelle, le studio 104 de Radio France a été entièrement rénové grâce au projet de AS.Architecture-Studio.

### Une salle polyvalente
Le studio 104 dispose de 856 places. Il est considéré comme la salle mythique de Radio France et a accueilli de nombreux concerts prestigieux de musique classique et contemporaine mais aussi de musique actuelle : Robert Plant, Eric Clapton, Sting, Carlos Santana ou encore Norah Jones. Le studio est donc capable d'accueillir aussi bien de la musique amplifiée qu'acoustique.

### La réhabilitation
En 2014, le Studio 104 rouvre après avoir été complètement rénové. La réhabilitation a permis sa mise aux normes, la création du gradin des chœurs en lieu et place de l’orgue d’origine et l’amélioration de son acoustique.

#### L’acoustique
Les qualités phoniques du Studio 104 ont été améliorées par l’installation de rideaux acoustiques qui permettent de faire varier les temps de réverbération en fonction du genre musical et du caractère acoustique ou amplifié de l’événement. Les parois en « pointe de diamants » installées sur les côtés de la scène ont été également rénovées et permettent de "casser" le son lors des concerts de musique amplifiée, par exemple.
Le Studio 104 s’adapte ainsi à tous les styles, avec des concerts de musique contemporaine, jazz, pop, rock, électro ou de musiques du monde. Les formations classiques de Radio France s’y produisent également pendant les festivals, pour des concerts pédagogiques et des cartes blanches.

#### Le décor
Les bas-reliefs de Louis Leygues ont été conservés et mis en valeur, le parquet de la scène et les sièges totalement repensés. Le nouveau décor de la salle a été conçu pour être à la fois fidèle aux couleurs prune et moutarde des origines, mais aussi pour refléter la diversité des cultures qui s’y expriment aujourd’hui : des sols, murs et plafonds aubergine avec des sièges au dégradé de couleur rouge, orange et jaune.

## L’orgue
L'orgue du studio 104, premier élément de la Maison de la radio classé aux monuments historiques, a rejoint la cathédrale Notre-Dame de la Treille à Lille en 2003. Le transfert est réalisé par la firme allemande Klais. L'électronique de sa console a été entièrement repensée pour permettre un contrôle sans délai depuis la console de nef, grâce à l'utilisation de la fibre optique. De plus, certains matériaux ayant souffert des changements de température et d'humidité, auparavant constantes dans le studio 104, sont remplacés.
Dans le studio, l'espace dégagé sert désormais à accueillir le gradin pour le Chœur de Radio France. Seul l'ancien buffet de l'instrument est resté en place, pour des raisons acoustiques et esthétiques. Il sert de garde-corps et permet de compléter l'œuvre du sculpteur cubiste Louis Leygue. Puisque le studio 104 ne comporte plus d'orgue depuis son transfert, un orgue Grenzing, de facture allemande, a été installé en 2016 dans l'auditorium construit à la place des studios 102 et 103.